# Dekanat wiślicki
Dekanat wiślicki – jeden z 33 dekanatów rzymskokatolickiej diecezji kieleckiej. Tworzy go 9 parafii:
- Chotel Czerwony – św. Bartłomieja Apostoła
- Czarnocin – Wniebowzięcia Najświętszej Maryi Panny
- Jurków – św. Teresy z Avila dz.
- Kocina – św. Barbary dz. m.
- Pełczyska – św. Wojciecha Biskupa i Męczennika
- Probołowice – św. Jakuba Apostoła
- Sokolina – św. Michała Archanioła
- Wiślica – Narodzenia Najświętszej Maryi Panny
- Złota – św. Urszuli Ledóchowskiej